# Eulophia antunesii
Eulophia antunesii är en orkidéart som beskrevs av Robert Allen Rolfe. Eulophia antunesii ingår i släktet Eulophia och familjen orkidéer.
Artens utbredningsområde är Angola. Inga underarter finns listade i Catalogue of Life.